# Graveyard Shift (álbum)
Graveyard Shift —en español: Turno de noche— es el cuarto álbum de la banda estadounidense de metalcore Motionless in White, fue lanzado al mercado el 5 de mayo de 2017 a través del sello discográfico Roadrunner Records.
Graveyard Shift cuenta con una colaboración: Jonathan Davis, lo que lo convierte en el tercer álbum de estudio de Motionless in White con músicos invitados. Además es el segundo álbum sin baterista oficial, Vinny Mauro estuvo tocando la batería para la banda desde 2014 pero se hizo miembro oficial cuando el álbum ya estaba terminado y es el último álbum con la participación del tecladista Josh Balz y del bajista Devin "Ghost" Sola.

## Lista de canciones
| N.º | Título                                        | Duración |  |
| 1.  | «Rats»                                        | 3:55     |  |
| 2.  | «Queen for Queen»                             | 3:22     |  |
| 3.  | «Necessary Evil» (con Jonathan Davis de Korn) | 3:48     |  |
| 4.  | «Soft»                                        | 3:30     |  |
| 5.  | «Untouchable»                                 | 3:58     |  |
| 6.  | «Not My Type: Dead as Fuck 2»                 | 4:22     |  |
| 7.  | «The Ladder»                                  | 4:17     |  |
| 8.  | «Voices»                                      | 3:44     |  |
| 9.  | «LOUD (Fuck It)»                              | 3:42     |  |
| 10. | «570»                                         | 4:31     |  |
| 11. | «Hourglass»                                   | 3:45     |  |
| 12. | «Eternally Yours»                             | 5:12     |  |

Edición Japonesa:
| Japanese CD Edition |                                                   |          |  |
| N.º                 | Título                                            | Duración |  |
| 13.                 | «Eternally Yours» (Ricky Horror Acoustic Version) | 4:26     |  |

## Personal
Créditos publicados por AllMusic.
| Motionless in White - Chris "Motionless" Cerulli – voz, producción - Ryan Sitkowski – guitarra líder - Ricky "Horror" Olson – guitarra rítmica, coros, voz y guitarra acústica en la versión acústica de "Eternally Yours" - Devin "Ghost" Sola – bajo, coros - Joshua Balz – teclados, sintetizador, coros | Personal Adicional - Tom Hane – batería, programación - Stevie Aiello – compositor, coros en "Untouchable" - Matt Andersen - contratación - Johnny Andrews – compositor - Marie Christine-Allard - coros en "Not My Type: Dead as Fuck 2" - Drew Fulk – ingeniero, producción, coros en "Rats", "Not My Type: Dead as Fuck 2" y "LOUD (Fuck It)" - Jonathan Davis – coros en "Necessary Evil" - Jeff Dunne – editor, ingeniero - Gaiapatra – compositor, coros en "Rats", "Not My Type: Dead as Fuck 2" y "LOUD (Fuck It) - John Gluck – compositor - Wally Gold – compositor - Seymour Gottlieb – compositor - Herbert Wiener – compositor - Crystal Johnson – diseño del cover, fotografía - Mick Kenney – compositor, programación - Joshua Landry – compositor - John Loustou – ingeniero en la batería - Sean Mosher-Smith – diseño - Kyle Odell – programación - Samon Rajabnik – ingeniero en la batería - Dave Rath – A&R - Kim Schon – administración - Joshua Strock – ingeniero, compositor - Paul Suárez – mezclado - Tom Taaffe - contratación - Jonathan Weiner – fotografía de la banda - Josh Wilbur – masterización, mezclado - Kylie Zook – voz adicional en "The Ladder" |

## Posicionamiento en lista
| Lista (2017)                          | Mejor posición |
| ------------------------------------- | -------------- |
| Alemania (Offizielle Top 100)         | 88             |
| Australia (ARIA)                      | 35             |
| Bélgica (Ultratop Flanders)           | 126            |
| Canadá (Billboard Canadian Albums)    | 83             |
| Escocia (Scottish Albums Chart)       | 47             |
| Estados Unidos (Billboard 200)        | 27             |
| Estados Unidos (Top Hard Rock Albums) | 1              |
| Estados Unidos (Top Rock Albums)      | 5              |
| Nueva Zelanda Heatseekers (RMNZ)      | 6              |
| Reino Unido (UK Albums Chart)         | 72             |
| Suiza (Schweizer Hitparade)           | 99             |